# Emma Catherwood
Pour les articles homonymes, voir Catherwood.
Emma Catherwood, née le 7 décembre 1981 est une actrice galloise et un ancien mannequin surtout connu pour le rôle de Jo dans My Kingdom et pour son rôle dans Holby City. Elle a commencé sa carrière à partir de 1999, grâce au film Butterfly Collectors.

## Carrière

### Filmographie
- 2009: The Reeds; Mel
- 2009: Holby City; Penny Valentine
- 2009: Against the Dark; Amelia
- 2008: Dummy; Zoé
- 2008: Senseless; Nim
- 2007: L'Antre de l'araignée; Gina
- 2005: Vincent; Nicola Walsh
- 2005: Spirit Trap; Adèle
- 2003: Born and Bred; Mary Percival
- 2000-2002: The Vice; Sandra
- 2002: A Fairy Story
- 2001: Large; Rachel
- 2001: My Kingdom; Jo
- 2001: The Love Doctor; Toyah
- 2000: Little Bird; Sandra
- 2000: Undertaker's Paradise
- 1999: Butterfly Collectors; Julie.